# Heidi González
Heidi Karina González Vite (Naucalpan, 30 de enero de 2001) es una futbolista mexicana, que juega como portera en el Club Universidad Nacional de la Liga MX Femenil.

## Trayectoria
Debutó en la Liga MX Femenil, el 6 de abril de 2019, en el partido América vs Tiburones Rojos de Veracruz.

## Palmarés

### Campeonatos nacionales
| Título           | Club    | País   | Año  |
| ---------------- | ------- | ------ | ---- |
| Primera División | América | México | 2018 |